# إبراهيم بن يحيى الزرقالي
أَبُو إِسْحَاقَ إِبْرَاهِيمُ بنُ يَحْيَى التُّجِيبِيُّ النَّقَّاشُ المعروفُ بابنِ الزَّرْقَالَةِ والزَّرْقَالِيُّ (420 ـ 480 هـ، 1029 ـ 1087)[بحاجة لمصدر] المستحدثة في لهجة العصر[مبهم] إلى «الزَّرْكَالِي»[بحاجة لمصدر] و«الزِّرِكْلِي»[بحاجة لمصدر] ويعرف في اللاتينية باسم «Arzachel» هو فلكي أندلسي، يصنف من بين أعظم راصدي الفلك في عصره، وواحد زمانه في علم العدد.
مع أن اسمه المعروف هو الزرقالي، إلا أنه على الأرجح أن يكون اللفظ الصحيح له هو الزرقالة. يُشتق اسم الزرقالي من الكلمة اللاتينية «أرزاشيل» التي تعني النقّاش.
وُلد الزرقالي وعاش في مدينة طليطلة في الأندلس، ثم انتقل إلى قرطبة في وقت لاحق من حياته وعمل فيها مُدرِّسًا. ألهمت أعماله جيلًا من الفلكيين الإسلاميين في الأندلس، وانتشر تأثير هذه الأعمال إلى أوروبا بعد أن تُرجمت إلى العديد من اللغات الأوروبية، كما سُميت حفرة القمر أرزاشيل تيمنًا باسمه وتقديرًا له. أنجز الزرقالي العديد من الاختراعات والابتكارات ومن أهمها اختراعه لصنف جديد من الأسطرلابات يُعرف باسم الصفيحة الزرقالية والذي أظهر شعبية كبيرة، وكان يُستخدم على نطاق واسع من قبل الملاحين حتى القرن السادس عشر.

## حياة سابقة
بدأ الزرقالي حياته المهنية كصانع للمعادن، وأُطلق عليه اسم النقاش «نقّاش المعادن» بسبب مهاراته في الثقب. يعود أصل اسمه اللاتيني «أرزاشيل» من الكلمة العربية الزرقالي أي النقّاش. كان موهوبًا بشكل خاص في الهندسة وعلم الفلك حيث جعله إتقانه لعمله وخبرته عالم الفلك الأول في عصره. كان الزرقالي أيضًا مخترعًا، وساعدت أعماله في وضع مدينة طليطلة في مقدمة المركز الفكري للأندلس.
تولّى ملكُ قشتالةَ النصرانيُّ أَلفُنسُ السادسُ حكم مدينة طليطلة في عام 1085، فاضطر الزرقالي وزملاؤه مثل الوقاشي (1017-1095) من طليطلة إلى الهروب من سلطة الحكم الجديد.
أثرت أعمال الزرقالي على ابن باجة وابن طفيل وابن رشد وابن الكماد وابن هائم الإشبيلي ونور الدين البتروجي. ترجم جررد القرموني أعماله إلى اللاتينية في القرن الثاني عشر، وأشار إلى الزرقالي باعتباره عالم فلك وساحر. بالإضافة إلى ذلك، كتب ريجيو مونتانوس كتابًا عن مزايا الصحيفة الزرقالية في القرن الخامس عشر، وكتب العالم الألماني يعقوب زكلر تعليقًا على أحد أعمال الزرقالي في عام 1530. نقل نيكولاوس كوبرنيكوس أعمال الزرقالي والبتاني في إحدى كتبه في عام 1530.

## علم

### الأدوات

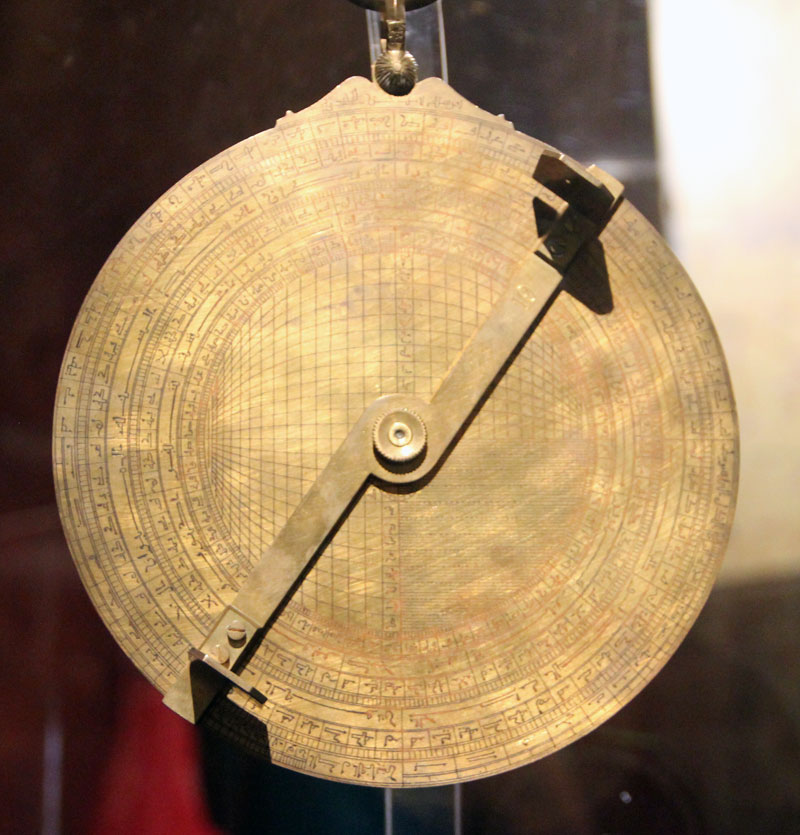
نسخة من أسطرلاب الزرقالي.

كتب الزرقالي كتابين عن إنشاء أداة الاكواتوريوم التي تعمل على حساب موقع الكواكب باستخدام الرسوم البيانية لنموذج البطالمة. تُرجمت هذه الأعمال إلى اللغة الإسبانية في القرن الثالث عشر بأمر من الملك ألفونسو العاشر في قسم من سلسلة كتب معرفة علم الفلك بعنوان «كتب صفائح الكواكب السبعة». اخترع أيضًا نوعًا مثاليًا من الأسطرلابات المعروفة باسم لوح الزرقالي (الصفيحة الزرقالية)، والذي اشتهر في أوروبا تحت اسم «الصفيحة».

### نظرية
عمل الزرقالي على تصحيح البيانات الجغرافية لعالم الفلك بطليموس والخوارزمي. علاوةً على ذلك، صحح تقدير بطليموس لخط طول البحر الأبيض المتوسط من 62 درجة إلى القيمة الصحيحة 42 درجة.  كان الزرقالي أول من أظهر حركة أوج الشمس بالنسبة للخلفية الثابتة للنجوم في أطروحته حول السنة الشمسية التي لم يتبقى منها إلا النسخة المترجمة للغة العبرية، وعمل على قياس معدل حركتها فأظهرت النتائج بأنها تتحرك بنسبة 12.04 ثانية قوسية في السنة، وتُعتبر هذه القيمة قريبة بشكل ملحوظ من الحساب الحديث الذي يُقدّر بنسبة 11.77 ثانية قوسية.
عُرض نموذج الزرقالي لحركة الشمس الذي يتحرك فيه مركز أشعة الشمس في دائرة صغيرة تدور ببطء لإعادة إنتاج الحركة المرصودة لأوج الشمس، ونوقش أيضًا في القرن الثالث عشر من قبل برنارد فردان  وفي القرن الخامس عشر من قبل ريجيو مونتانوس وبيورباخ. استخدم كوبرنيكوس هذا النموذج في القرن السادس عشر، وعُدّل على شكل نظرية مركزية الشمس في كتابه دوران الأجرام السماوية.

### جداول طليطلة
ساهم الزرقالي أيضًا في جداول طليطلة الشهيرة، وهي تكيف للبيانات الفلكية السابقة مع موقع مدينة طليطلة مع إضافة بعض المواد الجديدة.  اشتهر الزرقالي كذلك بكتابه بعنوان كتاب الجداول. أُلفت العديد من كتب الجداول، ولكن كان لنسخة الزرقالي تأثيرًا كبيرًا حيث سمحت باكتشاف الأيام التي تبدأ فيها الأشهر القبطية والرومانية والقمرية والفارسية، والجداول الأخرى التي تعطي موقع الكواكب في أي وقت معين، ولا تزال بعض الجداول الأخرى تسهّل التنبؤ بالكسوف الشمسي والقمري.
عمل الزرقالي أيضًا على تجميع تقويم يوفر مواقع الأجرام السماوية بشكل مباشر ولا يحتاج إلى أي حساب آخر. وفر العمل المواقع اليومية الحقيقية للشمس لمدة أربع سنوات جوليانية من 1088 إلى 1092، والمواقع الحقيقية للكواكب الخمسة كل 5 أو 10 أيام على مدار فترة زمنية تقارب 8 سنوات بالنسبة إلى كوكب الزهرة و79 سنة للمريخ، وهكذا دواليك بالإضافة إلى الجداول الأخرى ذات الصلة.
تُرجم كتابه الزيج والتقويم إلى اللاتينية بواسطة جيراردو الكريموني في القرن الثاني عشر، وساهم في ولادة علم الفلك القائم على الرياضيات في أوروبا المسيحية، ودُمج لاحقًا في جداول طليلطة في القرن الثاني عشر وجداول ألفونسين في القرن الثالث عشر.

## مسيرته
من مدينة طليطلة، قام بأكثر أرصاده بها، وتلقى الزرقالي تعليمه في العلوم التجريبية في مدينة طليطلة، فنبغ في كل من الفلك والرياضيات، وكان إلى جوار دراسته يعمل نقاشا لذا عرف بالنقاش، فكان لهذا العمل بالغ الأثر في حبه المتواصل للمسار الفني، ولذا كان له السبق في علم الفلك التطبيقي الذي جمع بين القيمة العلمية والذوق الفني. ثم انتقل منها إلى قرطبة وتوفي بإشبيلية.

## إسهاماته العلمية

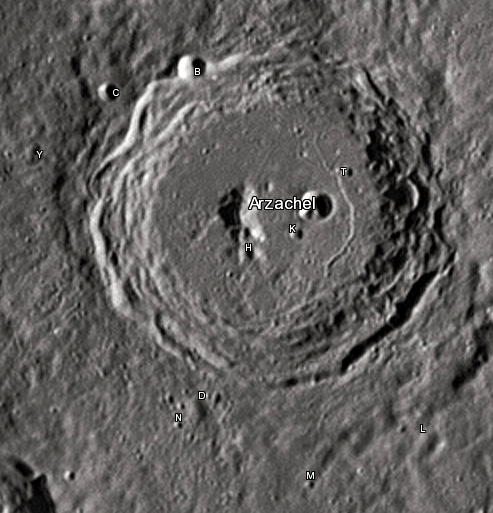
فوهة الزرقالي القمرية، سُميت تيمُنًا به.

تأتي شهرته من أعماله الرائدة في الجغرافية الفلكية، فهو أول من قاس طول البحر الأبيض المتوسط قياسا دقيقا حيث أعطى اثنتين وأربعين درجة وهو رقم قريب جدا من قيم القياسات الحديثة، كما كان أول من أثبت أن رحلة ميل أوج الشمس هي (12,04) ثانية قوسية بالنسبة للنجوم الثوابت والرقم المعاصر هو (11,08)، وهو أول من قال بدوران الكواكب في مدارات بيضاوية، أما عن اختراعه فقد ابتكر آلات فلكية جديدة وصفها في كتاب له يعرف باسم الصحفية الزرقالية فشرح فيها كيفية استعمال الأسطرلاب على منهاج جديد والتحسينات التي أضافها إلى الأسطرلابات، وقد أهدى هذا الكتاب إلى المعتمد على الله محمد بن عباد، كما قام بحساب مواقع النجوم ووضعها في أزياج عرفت باسم الأزياج الطليطلية تشمل الأرصاد التي قام بها مع زملائه في طليطلة، كما ألف رسالة في غاية الأهمية والتي تحتوي على المعلومات الضرورية لصنع واستعمال صحيفة الزرقالة التي قدمت خدمة جليلة لعلماء العرب والمسلمين في ميدان الرصد، ولقد ترجمت هذه الصحيفة إلى عدة لغات، كما اعتمد عليها علماء أوروبا في عصر نهضتهم في جميع أرصادهم الفلكية طوال قرنين من الزمان، إسهاماته العلمية: اخترع الزرقالي نوعاً جديداً من الأسطرلاب معروف باسم «الصفيحة الزرقالية» التي حظيت بأهمية كبيرة، وقد دخلت هذه الصفيحة إلى مجال علم الفلك تحت اسم «الأسطرلاب الزرقالي»، وفي القرن الخامس عشر، نشر راجيومونتانوس مخطوطاً يبين فيه مجمل فوائدها، وهو من الأوائل الذين أثبتوا حركة أوج الشمس بالنسبة للنجوم، ووجد أنها تصل إلى 04,12 دقيقة قوسية في السنة (والقيمة الحقيقية هي 8,11 دقيقة قوسية).
كما وضع الزرقالي جداول عن الكواكب، وهي المعروفة بالزيج الطليطلي، بناء على أرصاده التي قام بها في مدينة طليطلة من 1061إلى 1080م، وصحَّح الزرقالي المعلومات الجغرافية لبطليموس والخوارزمي، فقد وجد أن طول البحر الأبيض المتوسط هو 42 درجة وليس 62 درجة كما قال بطليموس.

## تأثيره
قال القفطي: 
حظيت أعمال الزرقالي عند الغربيين بأهمية كبيرة، ففي القرن الثاني عشر ترجم جيرار الكريموني أعمال الزرقالي إلى اللاتينية، وفي القرن الخامس عشر، ألف راجيومونتانيوس كتاباً عن فوائد الصفيحة الزرقالية، وفي عام 1530م كتب العالم البافاري يعقوب تسيجلرJacob Ziegler تعليقاً على كتاب الزرقالي، وفي عام 1530م ذكر كوبرنيكوس اسمي الزرقالي والبتاني في كتابه: "دوران الأجرام السماوية (باللاتينية: De Revolutionibus Orbium Coelestium)، واقتبس من آرائهما.
وكان لمؤلفات الزرقالي تأثير كبير على الفلكيين الأسبان الذين وضعوا الزيج المعروف باسم «ألفونسية» نسبة إلى ألفونس ملك قشتالة، الذي أمر بعد 200 سنة على وفاة الزرقالي، بترجمة كل آثاره إلى اللغة المحلية في قشتالة

## مؤلفاته
ذكر الزركلي من كتب الزرقالي المصنفات التالية:
- العمل بالصفيحة الزيجية؛ ما زال مخطوطا.
- التدبير"؛ ما زال مخطوطا
- المدخل في علم النجوم"؛ ما زال مخطوطا
- رسالة في طريقة استخدام الصفيحة المشتركة لجميع العروض".